# Ma chi ti conosce?
Ma chi conosce? è un film del 2024 diretto da Francesco Fanuele.

## Trama
Silvia è una raffinata violinista fidanzata con il collega Roberto, Alessio è uno squattrinato muratore dedito all'alcool e al sesso facile con signore sposate.
I due si conoscono per caso, durante la visita di Silvia nella casa che ha comprato per andarci a vivere dopo il matrimonio. 
Da quel giorno nei due ragazzi si instaura un'alchimia che è legata da un incantesimo avvenuto molti anni prima.